# 江南市立布袋中学校
江南市立布袋中学校（こうなんしりつ ほていちゅうがっこう）は、愛知県江南市北山町西にある市立中学校。布袋小学校と布袋北小学校の通学区域（旧・布袋町）が校区である。

## 沿革
- 1947年（昭和22年）4月1日 - 布袋町立布袋中学校創立。
- 1947年（昭和22年）4月18日 - 布袋町立布袋中学校開校（布袋小学校仮校舎）。
- 1948年（昭和23年）9月1日 - 第一号校舎竣工に伴い新校舎に移転。
- 1954年（昭和29年）6月1日 - 江南市制に伴い江南市立布袋中学校と改称。
- 2010年（平成22年）11月8日 - 戦場カメラマン・渡部陽一が講演会を開く。

## 著名な出身者
- イヨハ理ヘンリー - プロサッカー選手

## 周辺
- 名鉄犬山線 布袋駅
- 愛知県立尾北高等学校（隣接地）
- 江南警察署
- 江南保健所
- 江南市立布袋小学校
- 江南市立布袋北小学校
- 布袋の大仏